# Penstemon luteus
Penstemon luteus là một loài thực vật có hoa trong họ Mã đề. Loài này được G.L. Nesom mô tả khoa học đầu tiên.